# Масарьего, Сильвия Каролина
Сильвия Каролина Масарьего (исп. Silvia Carolina Mazariegos Kummerfeldt; род. 4 апреля 1961) — гватемальская шахматистка, международный мастер среди женщин (1987).
Многократная чемпионка Гватемалы (1981—1994, 2001—2002, 2004, 2009/2010, 2011/2012, 2014, 2015/2016).
В составе сборной Гватемалы участница 8-и олимпиад (1984—1986, 2000, 2004—2012).
По состоянию на апрель 2021 года занимала 22-ю позицию в рейтинг-листе активных гватемальских шахматистов и 51-е место среди всех шахматистов Гватемалы.

## Изменения рейтинга
| Графики недоступны из-за технических проблем. См. информацию на Фабрикаторе и на mediawiki.org. |